# ГЕС Одзія
ГЕС Одзія (яп. 小千谷発電所, Оджія хацуденшьо, Гепберн: Ojiya hatsudensho) — гідроелектростанція в Японії на острові Хонсю. Знаходячись після ГЕС Сендзю, становить одну з двох (поряд з ГЕС Сін-Одзія) станцій нижнього ступеню каскаду на річці Сінано, яка впадає до Японського моря у місті Ніїґата.
Вода із відвідного каналу станції Сендзю спрямовується до системи із двох паралельних тунелів з перетином 7х7 метра загальною довжиною 30,9 км. По завершенні вони можуть передавати ресурс або до чотирьох напірних водоводів довжиною 0,1 км зі спадаючим діаметром від 4,5 до 3,5 метра, або у балансувальний резервуар Ямамото. Останній створений на лівобережжі Сінано за допомогою земляної греблі висотою 28 метрів та довжиною 927 метрів, яка утримує резервуар з площею поверхні 0,16 км2 та об'ємом 1071 тис. м3 (корисний об'єм 1032 тис. м3). Із резервуару Ямамото ресурс за необхідності передається до машинного залу через п'ятий напірний водовід з такими ж характеристиками як попередні. Така схема надає можливість виробітки електроенергії у піковому режимі з використанням більшого обсягу води, аніж відпрацьовує ГЕС Сендзю.
Основне обладнання станції становлять п'ять турбіни типу Френсіс загальною потужністю 137,5 МВт (номінальна потужність станції рахується як 123 МВт), які використовують напір у 48 метрів.
Відпрацьована вода по відвідному каналу довжиною 0,23 км та шириною 36 метрів повертається до Сінано.
Можливо також відзначити, що розташований поруч машинний зал ГЕС Шін-Одзія використовує те саме падіння, що й дві послідовні станції Сендзю та Одзія.